# Meetro
Meetro was een instant messenger voor Windows met locatiegebonden diensten (LBS) en multi-netwerkfunctionaliteit. Meetro verscheen op 1 mei 2007 en was compatibel met AOL Instant Messenger, Yahoo! Messenger, MSN Messenger en ICQ. Meetro hielp om mensen met gelijkaardige interesses in de buurt te ontmoeten, terwijl het meerdere instant messaging protocols bundelde in een programma. Meetro's moederbedrijf was Meetroduction, LLC, gevestigd in Palo Alto in de Amerikaanse staat Californië.
Meetro was dan andere chatprogramma's omdat gebruikers locatieparameters konden ingeven om andere gebruikers in de buurt te vinden. De locatievinder ondersteunde de meeste plaatsen in Europa en de VS en werd verder uitgebreid naar andere plaatsen. Gebruikers die hun locatie niet konden bepalen, konden lengte- en breedtecoördinaten ingeven om te zien hoe ver of nabij andere gebruikers op dat moment waren.
Meetro werkte door het scannen van nabije MAC-adressen van wireless access points in de buurt. Meetro contacteerde vervolgens de centrale databank en vergelijkte het MAC-adres met een lijst van bekende adressen en hun geografische locatie. Als Meetro eenmaal een algemeen beeld had van de locatie van de gebruiker, vergeleek het deze locatie met andere personen in de buurt en toonde het een overzicht van wie er zich op een afstand van 500m, 1km, 2km, ... bevond.